# Abutilon sinense
Abutilon sinense är en malvaväxtart som beskrevs av Daniel Oliver. Abutilon sinense ingår i släktet klockmalvor, och familjen malvaväxter. Utöver nominatformen finns också underarten A. s. edentatum.